# Oligostigma hapilista
Oligostigma hapilista là một loài bướm đêm trong họ Crambidae.